# Douglas Harvey
Pour les articles homonymes, voir Harvey.
Temple de la renommée : 1973
Douglas Norman Harvey, dit Doug Harvey, (né le 19 décembre 1924 à Montréal, au Québec, Canada - mort le 26 décembre 1989 à Montréal) est un joueur professionnel canadien de hockey sur glace,.
Il commence le hockey sur glace en tant que junior dans sa ville natale de Montréal. Il fait ses débuts dans la Ligue nationale de hockey au cours de la saison 1946-1947 avec les Canadiens de Montréal. Après une première saison à 35 parties, son jeu continue de s'améliorer au cours des saisons au point d'être considéré comme un des meilleurs défenseurs de la ligue en 1950-1951 ; il est alors élu dans l'équipe type de la saison. À l'époque où les défenseurs n'ont pas de rôle offensif, Harvey est reconnu pour ses talents de passeur et de marqueur. Comme s'implante la dynastie des Canadiens de Montréal au cours des années 1950, Doug Harvey obtient plusieurs récompenses dont sept trophées James-Norris comme meilleur défenseur de la ligue. Il permet aux Canadiens de remporter six Coupes Stanley en 10 ans. Avec la retraite de Maurice Richard, Harvey est nommé capitaine de l'équipe en 1960-1961. Mais la saison suivante, il est échangé aux Rangers de New York.
Harvey excelle à sa première saison à New York, gagnant son septième trophée James-Norris. Son séjour à New York se termine en 1963 où il passe quelques saisons dans les ligues mineures. Il joue avec les Red Wings de Détroit en 1966-1967 et après l'expansion de 1967, il signe avec les Blues de Saint-Louis jusqu'à sa retraite en 1969. Considéré comme un joueur complet, sachant patiner, passer, frapper et entraîner, il est élu au Temple de la renommée du hockey en 1973. Il meurt dans sa ville natale de Montréal en 1989 à la suite d'une cirrhose à l'âge de 65 ans.

## Biographie

### Ses débuts

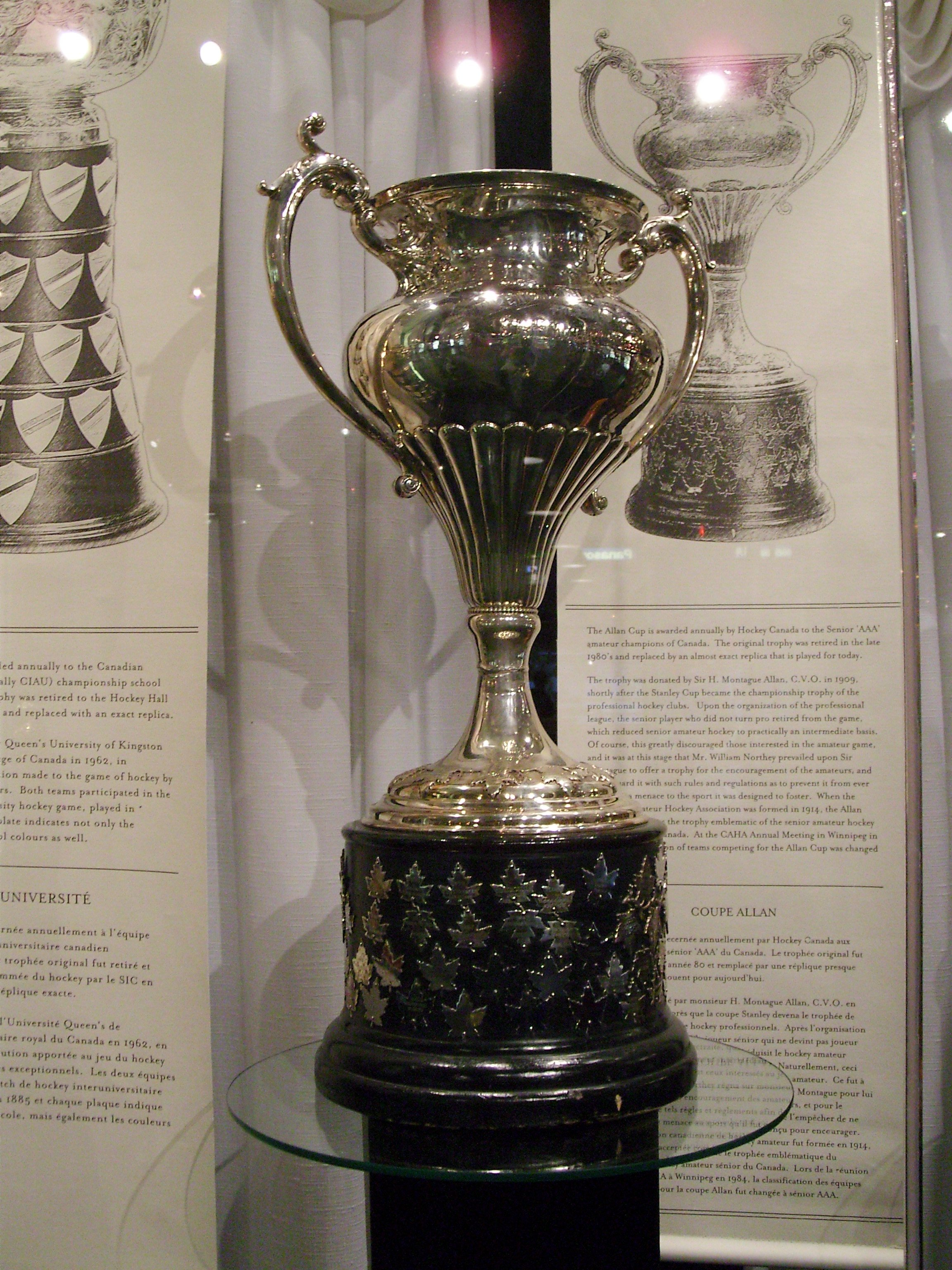
Harvey remporte la Coupe Allan en 1947

Douglas Norman Harvey est né le 19 décembre 1924 dans le quartier Notre-Dame-de-Grâce de la ville de Montréal au Québec. Il fait ses débuts dans le hockey sur glace en club organisé à l'âge de 13 ans et en raison de sa taille plutôt petite, il joue au poste de gardien. N'aimant pas le jeu statique, il change rapidement de poste pour évoluer en attaque en tant que centre. En plus du hockey, il pratique également le baseball et le football canadien. En 1942-1943, il joue ainsi d'un côté au hockey avec les Royaux de Montréal et également avec le Marine de Montréal ; en 1944, il joue avec l'équipe combinée de la Marine St-Hyacinthe-Donnacona (en) au football canadien. Son club remporte la coupe Grey mais Harvey est alors en service actif et ne participe pas à la finale. De retour de son service militaire, il joue quelques matchs avec les Hornets de Montréal de l'IRFU la saison suivante, mais est blessé au milieu de la saison.
Au hockey sur glace, il continue à jouer avec les Royaux et la Marine. Au sein des Royaux, il évolue aux côtés de son frère Howie qui est gardien de but. Ensemble, il conduisent l'équipe au titre de champion de la Ligue de hockey junior du Québec mais ils perdent en finale de la finale de l'Est du Canada contre les Generals d'Oshawa. 
En 1945-1946, Doug Harvey intègre l'équipe de la Ligue de hockey senior du Québec toujours avec les Royaux mais le scénario de la saison passée se répète : les Royaux remportent la Ligue mais perdent en finale de l'Est contre les Tigers de Hamilton. La saison 1946-1947 est la bonne pour Harvey et les Royaux ; ils passent ainsi tous les tours pour battre en finale de la Coupe Allan les Stampeders de Calgary en sept rencontres. Le dernier match se termine sur le score de 8-2 pour l'équipe de Montréal. Lors de cette rencontre, Harvey, qui évolue en tant que défenseur, marque un but que la presse de l'époque juge comme le plus beau de la soirée : il arrête l'attaque adverse puis remonte toute la patinoire pour tromper le gardien. Au cours de cette même année, il joue également quelques matchs de baseball en tant que semi-professionnel avec les Nationals d'Ottawa mais manque la fin de la saison car il participe au camp d'entraînement des Canadiens de Montréal de la Ligue nationale de hockey.

### Les premières années avec les Canadiens de Montréal

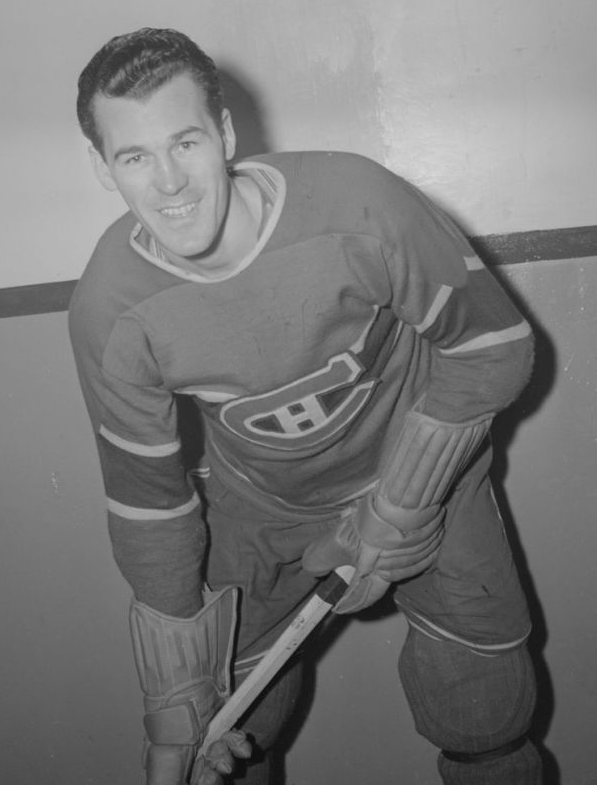
Quand il arrive aux Canadiens, Harvey joue en défense avec Émile Bouchard.

Âgé de 22 ans, Harvey réussit à séduire la direction des Canadiens, dont l'entraîneur Dick Irvin, et signe son premier contrat professionnel avec eux. Il passe cette première saison à moitié dans la LNH, à moitié dans la Ligue américaine de hockey avec les Bisons de Buffalo, équipe affiliée à celle de Montréal. L'équipe des Canadiens finit la saison 1947-1948 à la cinquième place du classement et manque les séries éliminatoires. Harvey joue l'intégralité de la saison suivante avec les Canadiens, inscrivant 16 points. Les joueurs de Montréal retrouvent les séries lors de cette saison mais ils sont éliminés en demi-finale en sept rencontres par les Red Wings de Détroit. Harvey y marque alors son premier point, une passe sur un but de Rip Riopelle lors du 5e match de la série.
Harvey connaît sa première saison pleine en 1949-1950, ne manquant aucune partie du calendrier et comptant 24 points. La défense de l'équipe, dont Harvey est l'un des membres aux côtés de Ken Reardon, Glen Harmon et Émile Bouchard, fait parler d'elle en n'accordant que 150 buts, le plus bas total de la ligue. Qualifiés pour les séries éliminatoires, les Canadiens sont éliminés dès le premier tour en perdant 4-1 contre les Rangers de New York. Reardon met fin à sa carrière après cette saison et Harvey prend de plus en plus d'importance dans la défense de Montréal. Il joue à nouveau tous les matchs de son équipe lors de la saison régulière 1950-1951 que les Canadiens terminent à la troisième place. Ils parviennent à se qualifier pour la finale de la Coupe Stanley mais ils sont battus en sept rencontres par les Maple Leafs de Toronto. Harvey occupe ses inter-saisons à jouer au baseball et au printemps 1950, il refuse même une offre de l'équipe de baseball des Braves de Boston,. 
Harvey est mis en avant par la LNH à la fin de la saison suivante en étant sélectionné dans la première équipe d'étoiles aux côtés d'Elmer Lach, son coéquipier en attaque à Montréal, et de 4 joueurs de Détroit : Terry Sawchuk dans les buts, Red Kelly autre défenseur, et des attaquants Ted Lindsay et Gordie Howe. Pendant ce temps, l'équipe des Canadiens de Montréal finit deuxième de la saison régulière derrière les Red Wings de Détroit et élimine au premier tour des séries 1952 les Bruins de Boston pour atteindre une nouvelle fois la finale contre Détroit. Cette dernière a remporté le premier tour en quatre matchs et fait de même en finale pour remporter la Coupe Stanley.

### La première Coupe Stanley
Le défenseur de Montréal continue sa montée en puissance lors de la saison 1952-1953 en portant son record personnel de points à 34 après deux saisons à 29 ; il est une nouvelle fois élu dans la première équipe d'étoiles de la LNH. Collectivement, les Canadiens finissent une nouvelle fois deuxièmes de la saison régulière avec 15 points de retard sur les joueurs de Détroit. Au premier tour des séries, les Canadiens ont du mal à venir à bout des Black Hawks de Chicago qui après cinq rencontres mènent trois matchs à deux. Ils parviennent malgré tout à gagner leur ticket pour la finale en battant Chicago sur le score de 4-1 lors du septième match. La finale se joue contre les Bruins de Boston et il faut cinq matchs pour voir les Canadiens l'emporter. Après 1 min 22 s dans la prolongation, Lach sur un service de Maurice Richard, inscrit le but de la victoire et de la Coupe Stanley pour les Canadiens.
À la fin de la saison 1953-1954, les Canadiens sont encore derrière Détroit au classement, avec cette fois seulement sept points de retard. Le 26 décembre 1953, Harvey joue son 400e match avec les Canadiens. Il augmente encore son total de points et est une nouvelle fois sélectionné dans l'équipe d'étoiles du circuit. Les Canadiens éliminent les Bruins au premier tour des séries éliminatoires de la Coupe Stanley 1954 en quatre matchs mais perdent en finale contre Détroit en sept rencontres. Harvey décroche un record au cours de la saison suivante en totalisant 43 passes décisives, le plus haut total pour un défenseur. À la fin de la saison régulière, il est sélectionné dans la première équipe d'étoiles de la LNH et reçoit aussi le premier trophée James-Norris de sa carrière qui le désigne meilleur défenseur de la LNH. Malgré cette performance personnelle, les Canadiens perdent une nouvelle fois en finale, toujours contre Détroit.

### La dynastie des Canadiens
La saison suivante voit l'arrivée de Toe Blake, ancien joueur des Canadiens, derrière le banc de l'équipe qui termine la saison avec 100 points, soit 24 d'avance sur les Red Wings. Harvey finit à la sixième place des pointeurs de son équipe avec 44 points dont 39 aides. La finale 1956 est une revanche des deux finales précédentes avec une confrontation entre Montréal et Détroit. Après deux premières victoires des Canadiens, Détroit répond en gagnant le match numéro trois, mais Montréal reprend deux victoires d'avance après un blanchissage de Jacques Plante et une victoire 3-0 lors de la quatrième date. La cinquième opposition de la série est jouée le 10 avril 1956 et elle voit les joueurs des Canadiens s'imposer sur la marque de 3-1 et remporter ainsi leur huitième Coupe Stanley. Individuellement, les joueurs des Canadiens dominent la LNH : Plante reçoit le trophée Vézina du meilleur gardien, Jean Béliveau les trophées Hart, en tant que meilleur joueur, et Art-Ross du meilleur pointeur et enfin Harvey remporte son deuxième trophée James-Norris. Six joueurs des Canadiens font partie des deux équipes d'étoiles de la LNH au cours de cette saison, dont Harvey qui est sélectionné dans la première.

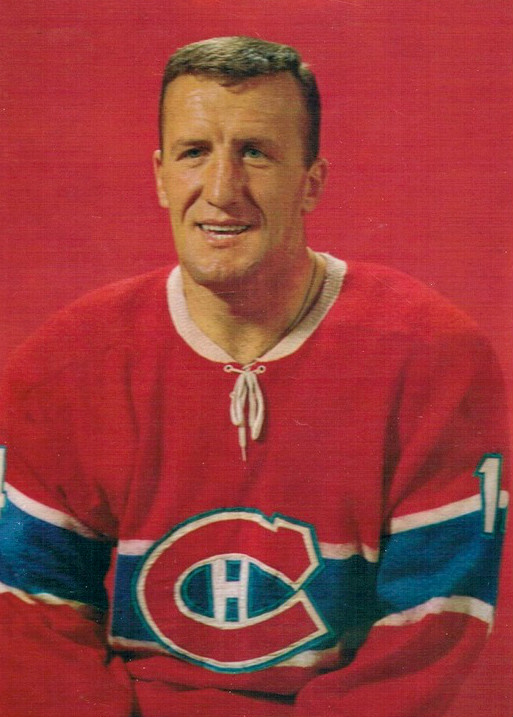
Harvey et Claude Provost jouent ensemble entre 1955 et 1962

Depuis quelques années, il existe dans la LNH un comité restreint chargé du régime de retraites des joueurs mis en place et contrôlé par le commissaire de la LNH, Clarence Campbell. Lindsay et Harvey en font partie et, petit à petit, ils essaient de créer une association de joueurs afin de plus contrôler leurs fonds de retraites. En février 1957, ils annoncent la création d'une association dont Harvey est le premier vice-président ; plusieurs joueurs sont alors l'objet du courroux des propriétaires des franchises de la LNH tandis que, sur le moment, Frank J. Selke ne semble pas en vouloir à son défenseur vedette. En effet, malgré cet engagement en dehors des patinoires, Harvey est toujours aussi dominant sur la glace et il connaît alors sa meilleure saison personnelle avec un total de 50 points dont 44 aides. Il joue son 600e match fin décembre avec les Canadiens puis inscrit le 6 janvier son 300e point. Il finit sa saison avec un troisième trophée James-Norris et une sixième sélection dans la première équipe d'étoiles. Même si les joueurs de Détroit finissent devant les Canadiens au classement de la saison régulière, ils sont éliminés dès le premier tour par les Bruins de Boston. Les Canadiens se qualifient pour la finale en éliminant les Rangers en cinq rencontres puis remportent une deuxième Coupe Stanley consécutive.
Au cours de la saison 1957-1958, les Canadiens sont décimés par les blessures : Richard, Bernard Geoffrion et Béliveau manquent un total de 85 parties. En mars, Harvey participe à son 700e match sous les couleurs des Canadiens et ne manque que deux rencontres de la saison régulière. Avec 131 minutes de pénalités, il connaît sa saison avec le plus grand nombre de pénalités récoltées de toute sa carrière. Cela ne l'empêche pas de remporter son quatrième trophée du meilleur défenseur du circuit. Les Canadiens dominent la ligue collectivement en finissant à la première place du classement avec 19 points d'avance sur les Rangers de New York. Les Red Wings sont écartés par les Canadiens en quatre matchs lors de la demi-finale, Montréal inscrivant 19 buts contre seulement 6 buts accordés. La finale oppose les Bruins aux Canadiens et ces derniers remportent une troisième Coupe Stanley en autant de saisons en remportant quatre des six rencontres, le dernier match de la finale se soldant sur le score de 5-3 avec un dernier but inscrit par Harvey, le quatrième but de sa carrière en série.
La hiérarchie dans la défense des Canadiens au cours de la saison 1958-1959 est bouleversée avec Tom Johnson qui remporte le trophée James-Norris et « prend la place » de Harvey dans la première équipe d'étoiles de la LNH, ce dernier étant tout de même sélectionné dans la seconde équipe du circuit. L'équipe de Montréal profite donc de deux défenseurs talentueux alors que les deux premières places des compteurs sont également occupés par deux de ses joueurs : Dickie Moore et Jean Béliveau. Premiers de la ligue avec près de 20 points d'avance, les Canadiens jouent une nouvelle finale après avoir disposé des Black Hawks de Chicago au premier tour des séries. Les Maple Leafs de Toronto ne parviennent à remporter qu'une seule victoire dans la série finale et les Canadiens de Montréal remportent la onzième coupe Stanley de leur histoire.
En janvier 1960, Harvey devient le premier défenseur de l'histoire des Canadiens à disputer 800 parties ; son équipe décide de lui rendre hommage en organisant une fête en son honneur. Il reprend sa place habituelle en tant que meilleur défenseur de l'équipe et de toute la LNH  en remportant une nouvelle fois le trophée James-Norris à la fin de la saison 1959-1960. Finissant la saison avec 13 points d'avance sur les Maple Leafs, les Canadiens remportent relativement facilement une nouvelle Coupe Stanley en disposant de Chicago puis de Toronto à chaque fois en quatre rencontres. Douze joueurs ont participé à chacune des cinq conquêtes des Canadiens : Maurice Richard, Dickie Moore, Jacques Plante, Jean Béliveau, Henri Richard, Bernard Geoffrion, Tom Johnson, Claude Provost, Jean-Guy Talbot, Don Marshall, Bob Turner et Harvey,.
Maurice Richard annonce début septembre 1960 qu'il met fin à sa carrière longue de 18 saisons dans la LNH.  Après une élection interne au sein de l'équipe, Harvey devient le 15e capitaine des Canadiens. Les Canadiens sont une nouvelle fois la meilleure équipe de la saison régulière mais ils ne comptent alors que deux points d'avance sur Toronto. La demi-finale des séries oppose les Canadiens aux joueurs de Chicago et à la surprise générale, l'équipe quintuple championne en titre est éliminée dès ce premier tour en six rencontres dont deux blanchissages par Glenn Hall. Harvey remporte tout de même son sixième trophée James-Norris et une dixième sélection dans la première équipe d'étoiles de la LNH.
Malgré cette domination à son poste, les heures de Harvey dans sa ville natale sont comptées. En effet, Selke n'a toujours pas pardonné à son défenseur son rôle dans la tentative de création d'une association et finalement, il s'en sépare le 13 juin 1961 en l'envoyant aux Rangers de New York. Ainsi, le défenseur vétéran des Canadiens est échangé contre 1 dollar et des considérations futures ; Lou Fontinato arrive quelque temps plus tard dans le cadre de cet échange.

### La suite de sa carrière

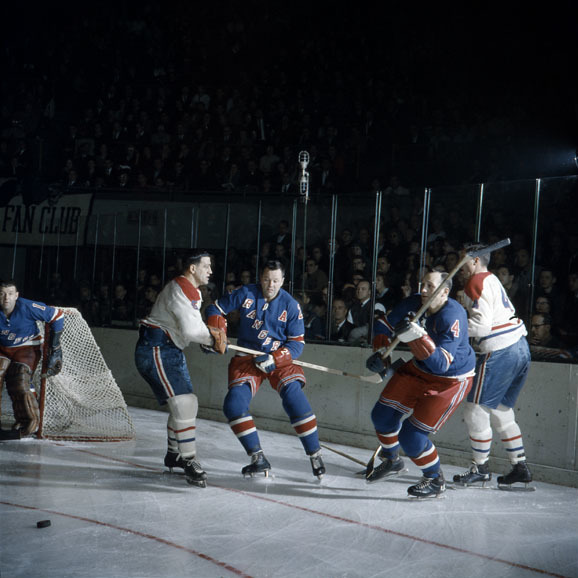
Match entre les Canadiens et les Rangers de New York. Harvey porte le A sur le devant de son maillot.

Harvey rejoint donc la défense des Rangers et dans le même temps, il occupe également le rôle d'entraîneur de la franchise pour la saison 1961-1962. Sa nouvelle équipe finit à la quatrième place du classement  mais est éliminée en demi-finale des séries éliminatoires 1962. Malgré cette élimination rapide, le vétéran canadien est une nouvelle fois sacré meilleur défenseur de la saison et reçoit un nouveau trophée James-Norris. Il est également sélectionné pour la dernière fois de sa carrière dans la première équipe d'étoiles de la LNH. À la suite de cette saison, Harvey souhaite continuer à jouer mais n'a pas apprécié le poste d'entraîneur et Muzz Patrick prend sa place. Pour la première fois depuis sa première saison, Harvey ne joue pas les séries après la saison 1962-1963 alors que son équipe se classe cinquième sur six. 
Au cours de la saison 1963-1964, Harvey débute avec les Rangers mais par la suite son équipe souhaite s'en débarrasser et il rejoint les rangs de la Ligue américaine de hockey et les As de Québec pour la fin de la saison. Meilleure équipe de la division Ouest, les joueurs de Québec éliminent au premier tour des séries les Hornets de Pittsburgh et jouent la finale de la Coupe Calder. Ils sont éliminés par les Barons de Cleveland en quatre matchs sans réponse. Au début de la saison suivante, l'équipe des As voit l'arrivée d'un nouvel entraîneur en la personne de Geoffrion. Les As sont la deuxième meilleure équipe de la saison régulière mais sont éliminés dès le premier tour par les Americans de Rochester meilleure formation et futurs vainqueurs de la Coupe Calder.
Agent libre et âgé de 40 ans, Harvey conclut un contrat avec les Clippers de Baltimore en juin 1965. Après une saison sans série, Doug Harvey est échangé par son équipe peu de temps avant la fin 1966. Les Clippers l'échangent alors aux Reds de Providence. Harvey n'accepte pas le transfert et fait jouer une clause de son contrat stipulant qu'en cas de transfert par Baltimore, il a le droit de choisir de devenir agent libre. Il choisit alors de rejoindre les Hornets de Pittsburgh qui sont affiliés aux Red Wings de Détroit ; il joue alors deux rencontres dans la LNH avec ces derniers. Avec 92 points, les Hornets sont la meilleure formation de la saison 1966-1967 et éliminent au premier tour des séries les Bears de Hershey. Harvey et sa nouvelle équipe jouent la finale de la Coupe Calder contre les Americans et s'imposent en quatre rencontres.
La Ligue nationale de hockey opère un vaste changement au cours de l'été 1967 en ajoutant six nouvelles équipes à ses six équipes traditionnelles depuis 25 ans. Une des nouvelles franchises, les Blues de Saint-Louis, décide de lui proposer un contrat d'entraîneur-joueur pour son équipe des Blues de Kansas City. Il passe l'intégralité de la saison dans la Ligue centrale de hockey puis joue les séries avec son équipe qui est éliminée au deuxième tour. Sa saison n'est pas encore terminée puisque les Blues lui font signer un contrat en avril 1968 afin de l'aligner pour les séries éliminatoires. Les Blues ont en effet finis troisièmes de leur division à l'issue de la saison régulière mais parviennent à se qualifier pour la finale de la Coupe Stanley. Harvey et sa nouvelle équipe y affrontent les Canadiens de Montréal qui s'imposent en quatre matchs sans partage. Âgé de 44 ans, Harvey met fin à sa carrière à la fin de la saison régulière suivante avec encore 70 matchs joués. 
En 1973, il est admis au Temple de la renommée du hockey, honneur qu'il refuse dans un premier temps. Le 12 janvier 1985, il est nommé dans l'équipe d'étoiles de tous les temps des Canadiens de Montréal en compagnie de Jacques Plante, Larry Robinson, Aurèle Joliat, Dickie Moore, Jean Béliveau et Maurice Richard. La même année, le 26 octobre, il est le premier défenseur de l'histoire des Canadiens de Montréal à voir son numéro, le 2, être « retiré »,. Il meurt dans sa ville natale de Montréal le 26 décembre 1989 à la suite d'une cirrhose à l'âge de 65 ans. 
En 1997, The Hockey News célèbre son 50e anniversaire en publiant une liste des 50 meilleurs joueurs de tous les temps de la LNH. Ce classement est le résultat de votes d'un jury constitué de directeurs généraux passés et actuels, d'entraîneurs et de joueurs ainsi que de membres reconnus des médias consacrés au hockey. Doug Harvey est sixième du classement après Wayne Gretzky, Bobby Orr, Gordie Howe, Mario Lemieux et Maurice Richard.

## Statistiques
| Saison     | Équipe                | Ligue      |       | Saison régulière | Saison régulière | Saison régulière | Saison régulière | Saison régulière |    | Séries éliminatoires | Séries éliminatoires | Séries éliminatoires | Séries éliminatoires | Séries éliminatoires |
| Saison     | Équipe                | Ligue      | PJ    | B                | A                | Pts              | Pun              | PJ               | B  | A                    | Pts                  | Pun                  |                      |                      |
| 1945-1946  | Royaux de Montréal    | LHSQ       | 34    | 2                | 6                | 8                | 90               | 11               | 1  | 6                    | 7                    | 37                   |                      |                      |
| 1946-1947  | Royaux de Montréal    | LHSQ       | 40    | 2                | 26               | 28               | 171              | 11               | 2  | 4                    | 6                    | 62                   |                      |                      |
| 1947-1948  | Bisons de Buffalo     | LAH        | 24    | 1                | 7                | 8                | 38               | --               | -- | --                   | --                   | --                   |                      |                      |
| 1947-1948  | Canadiens de Montréal | LNH        | 35    | 4                | 4                | 8                | 32               | --               | -- | --                   | --                   | --                   |                      |                      |
| 1948-1949  | Canadiens de Montréal | LNH        | 55    | 3                | 13               | 16               | 87               | 7                | 0  | 1                    | 1                    | 10                   |                      |                      |
| 1949-1950  | Canadiens de Montréal | LNH        | 70    | 4                | 20               | 24               | 76               | 5                | 0  | 2                    | 2                    | 10                   |                      |                      |
| 1950-1951  | Canadiens de Montréal | LNH        | 70    | 5                | 24               | 29               | 93               | 11               | 0  | 5                    | 5                    | 12                   |                      |                      |
| 1951-1952  | Canadiens de Montréal | LNH        | 68    | 6                | 23               | 29               | 82               | 11               | 0  | 3                    | 3                    | 8                    |                      |                      |
| 1952-1953  | Canadiens de Montréal | LNH        | 69    | 4                | 30               | 34               | 67               | 12               | 0  | 5                    | 5                    | 8                    |                      |                      |
| 1953-1954  | Canadiens de Montréal | LNH        | 68    | 8                | 29               | 37               | 110              | 10               | 0  | 2                    | 2                    | 12                   |                      |                      |
| 1954-1955  | Canadiens de Montréal | LNH        | 70    | 6                | 43               | 49               | 58               | 12               | 0  | 8                    | 8                    | 6                    |                      |                      |
| 1955-1956  | Canadiens de Montréal | LNH        | 62    | 5                | 39               | 44               | 60               | 10               | 2  | 5                    | 7                    | 10                   |                      |                      |
| 1956-1957  | Canadiens de Montréal | LNH        | 70    | 6                | 44               | 50               | 92               | 10               | 0  | 7                    | 7                    | 10                   |                      |                      |
| 1957-1958  | Canadiens de Montréal | LNH        | 68    | 9                | 32               | 41               | 131              | 10               | 2  | 9                    | 11                   | 16                   |                      |                      |
| 1958-1959  | Canadiens de Montréal | LNH        | 61    | 4                | 16               | 20               | 61               | 11               | 1  | 11                   | 12                   | 22                   |                      |                      |
| 1959-1960  | Canadiens de Montréal | LNH        | 66    | 6                | 21               | 27               | 45               | 8                | 3  | 0                    | 3                    | 6                    |                      |                      |
| 1960-1961  | Canadiens de Montréal | LNH        | 58    | 6                | 33               | 39               | 48               | 6                | 0  | 1                    | 1                    | 8                    |                      |                      |
| 1961-1962  | Rangers de New York   | LNH        | 69    | 6                | 24               | 30               | 42               | 6                | 0  | 1                    | 1                    | 2                    |                      |                      |
| 1962-1963  | Rangers de New York   | LNH        | 68    | 4                | 35               | 39               | 92               | --               | -- | --                   | --                   | --                   |                      |                      |
| 1963-1964  | Rangers de New York   | LNH        | 14    | 0                | 2                | 2                | 10               | --               | -- | --                   | --                   | --                   |                      |                      |
| 1963-1964  | As de Québec          | LAH        | 52    | 6                | 36               | 42               | 30               | 9                | 0  | 4                    | 4                    | 10                   |                      |                      |
| 1964-1965  | As de Québec          | LAH        | 64    | 1                | 36               | 37               | 72               | 4                | 1  | 1                    | 2                    | 9                    |                      |                      |
| 1965-1966  | Clippers de Baltimore | LAH        | 67    | 7                | 32               | 39               | 80               | --               | -- | --                   | --                   | --                   |                      |                      |
| 1966-1967  | Clippers de Baltimore | LAH        | 24    | 2                | 10               | 12               | 10               | --               | -- | --                   | --                   | --                   |                      |                      |
| 1966-1967  | Hornets de Pittsburgh | LAH        | 28    | 0                | 8                | 8                | 22               | 9                | 0  | 0                    | 0                    | 2                    |                      |                      |
| 1966-1967  | Red Wings de Détroit  | LNH        | 2     | 0                | 0                | 0                | 0                | --               | -- | --                   | --                   | --                   |                      |                      |
| 1967-1968  | Blues de Kansas City  | LCPH       | 59    | 4                | 16               | 20               | 12               | 7                | 0  | 6                    | 6                    | 6                    |                      |                      |
| 1967-1968  | Blues de Saint-Louis  | LNH        | --    | --               | --               | --               | --               | 8                | 0  | 4                    | 4                    | 12                   |                      |                      |
| 1968-1969  | Blues de Saint-Louis  | LNH        | 70    | 2                | 20               | 22               | 30               | --               | -- | --                   | --                   | --                   |                      |                      |
| Totaux LNH | Totaux LNH            | Totaux LNH | 1 113 | 88               | 452              | 540              | 1 216            | 137              | 8  | 64                   | 72                   | 152                  |                      |                      |

## Trophées et honneurs personnels
- Coupe Allan : 1946-1947

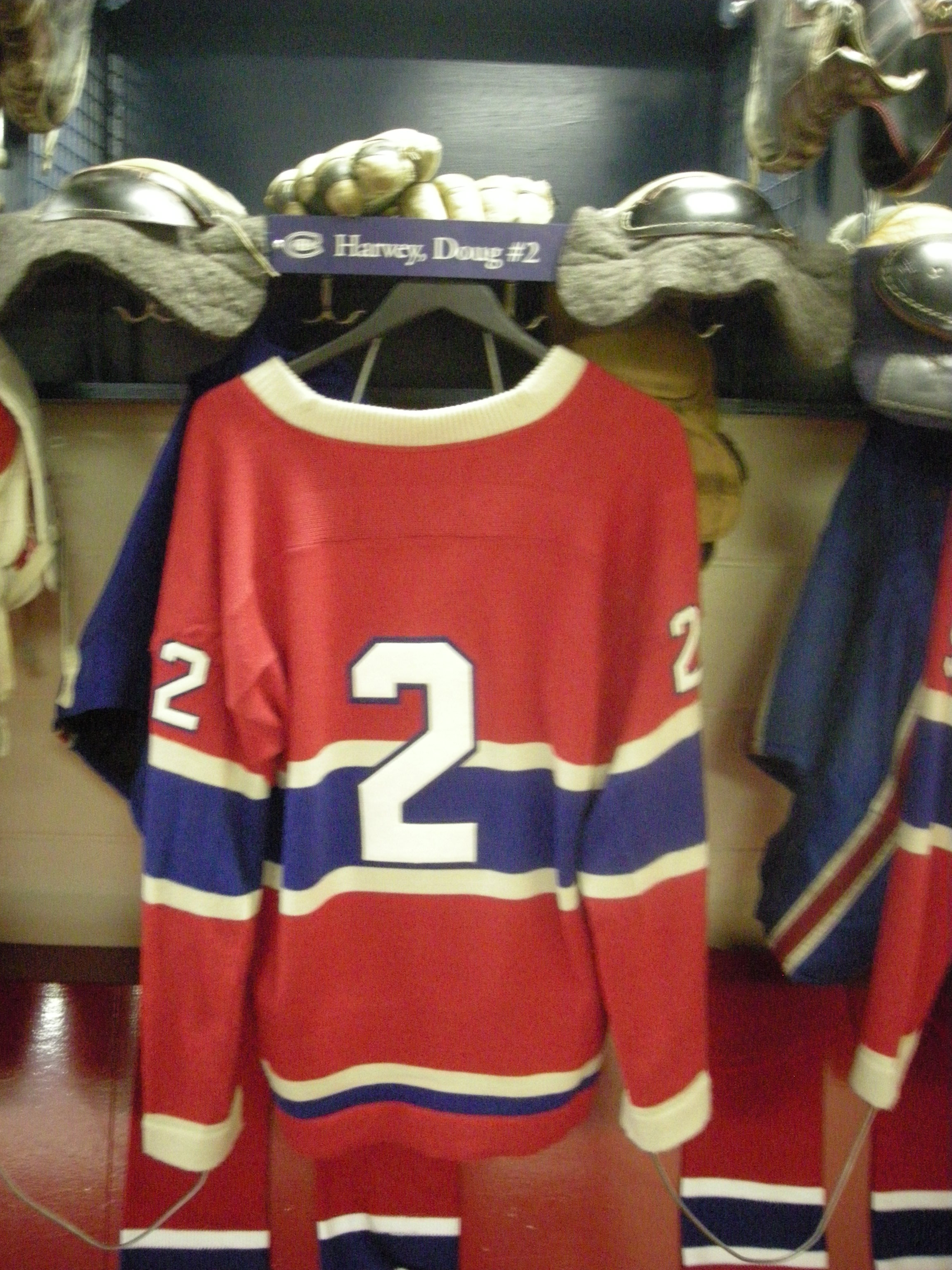
Réplique du maillot de Doug Harvey

- Coupe Stanley : 1953-1954, 1955-1956, 1956-1957, 1957-1958, 1958-1959, 1959-1960
- Première équipe d'étoiles de la LNH : 1951-1952, 1952-1953, 1953-1954, 1954-1955, 1955-1956, 1956-1957, 1957-1958, 1959-1960, 1960-1961, 1961-1962
- Deuxième équipe d'étoiles de la LNH : 1958-1959
- Trophée James-Norris du meilleur défenseur de la LNH : 1954-1955, 1955-1956, 1956-1957, 1957-1958, 1959-1960, 1960-1961, 1961-1962
- Match des Étoiles : 1952, 1953, 1954, 1955, 1956, 1957, 1958, 1959, 1960, 1961, 1962, 1963, 1969
- Deuxième équipe d'étoiles de la LAH : 1963-1964
- Coupe Calder : 1966-1967
- Temple de la renommée : 1973
- Une aréna porte son nom à Montréal, dans l'arrondissement de Côte-des-Neiges–Notre-Dame-de-Grâce[34]
- Nommé parmi les 100 plus grands joueurs de la LNH à l'occasion du centenaire de la ligue[35] : 2017
- Le groupe musical québécois Beau Dommage fait référence à Harvey dans sa célèbre chanson 23 décembre. Selon Pierre Huet, Harvey aurait été ému aux larmes après avoir entendu la chanson pour la première fois au Salon des anciens Canadiens[36].